# Malva Castelli
Malva Castelli fue una actriz de teatro argentina.

## Carrera
Damita joven de las cebezas de compañía de los años 1930, se lució en famosas compañías del momento donde brilló en el escenario al lado de figuras como Elsa O'Connor, Iris Marga, Carmen Casnell, Nicolás Fregues, Miguel Ligero, María Esther Paonessa, Laura Hernández, Pepita Muñoz, Anita Jordán, entre otros. Cemenzó su carrera en 1924 tras integrar la Compañía Nacional de los primeros actores Angelina Pagano y Francisco Ducasse
Integró entre 1932 y 1933 la "Compañía Dealessi-Camiña-Caplán-Serrano" conformada por la primera actriz Pierina Dealessi, Alfredo Camiña, Marcos Caplán y Enrique Serrano. En el elenco también se le sumaban Aparicio Podestá, María Armand, Martín Zabalúa, Gonzalo Palomero, Tomás Hartich, Arturo Podestá, Juan Castro, Cora Farías, Juan Viura, Tito Carné, entre otros. Con este grupo teatral estrena en teatros como el Smart o el Cómico, las obras La vuelta de Miss París, Detrás de cada puerta, Fiesta de Santa Angélica, Una santa en el infierno, entre otras.
En 1936 se destaca su labor al formar parte de la Compañía teatral Los Ases, con Olinda Bozán, Rosa Catá, Alberto Anchart (padre), Héctor Calcaño, Luisa Vehil, Paquita Vehil, Arturo Palito, Tito Lusiardo, José Otal, Delia Codebó y Leopoldo Simari.
A fines de la década del 30 y principio de los 40 forma parte de la compañía encabezada por Luis Arata.

## Teatro
- 1940: El señor maestro
- 1939: La hermana Josefína
- 1936: Sisebuta está loca
- 1936: Noches de carnaval, estrenada en el Teatro Cómico.
- 1933: Broadcasting
- 1933: Se vende una negra.[2]
- 1932: La vuelta de Miss París.
- 1932: Detrás de cada puerta.
- 1932: Fiesta de Santa Angélica
- 1932: Una santa en el infierno
- 1924: La hermana terca